# Pogez
Pogez ist ein Ortsteil der Gemeinde Carlow im Landkreis Nordwestmecklenburg in Mecklenburg-Vorpommern.
Der Ort liegt nördlich des Hauptortes Carlow. Östlich verläuft die Kreisstraße K 8 und südlich die Landesstraße L 02. Am südlichen und westlichen Ortsrand fließt die Maurine, ein linker Nebenfluss der Stepenitz.

## Baudenkmale
In der Liste der Baudenkmale in Carlow (Mecklenburg) ist für Pogez das Bauernhaus Dorfstraße 3 als einziges Baudenkmal aufgeführt.